# Émile-Allain Séguy
Pour les articles homonymes, voir Séguy.
Émile-Allain Séguy (1877-1951), régulièrement abrégé sous la forme E.A. Séguy, est un peintre décorateur français du début du XXe siècle réputé pour ses illustrations de plantes et d'insectes dans les styles Art nouveau puis Art déco. Ses motifs ornementaux sont destinés aux industriels du textile et du papier peint de son époque.

## Confusion courante
Émile-Allain Séguy est souvent confondu avec son contemporain Eugène Séguy (1890-1985), un éminent diptérologiste français, également illustrateur d'insectes et auteur du Code universel des couleurs,. En témoigne la couverture du magazine scientifique américain FASEB d'avril 2009, où E.A. Séguy est nommé Eugène Alain Séguy, où ses dates de naissance et de décès indiquées sont en réalité celles de son homonyme et où leurs œuvres sont complètement entremélées. Habitant à Paris, à proximité l'un de l'autre dans les années 1920, les deux hommes se sont connus et probablement fréquentés à l'occasion de la conception des portfolios sur les insectes publiés en 1928 et 1929.

## Biographie

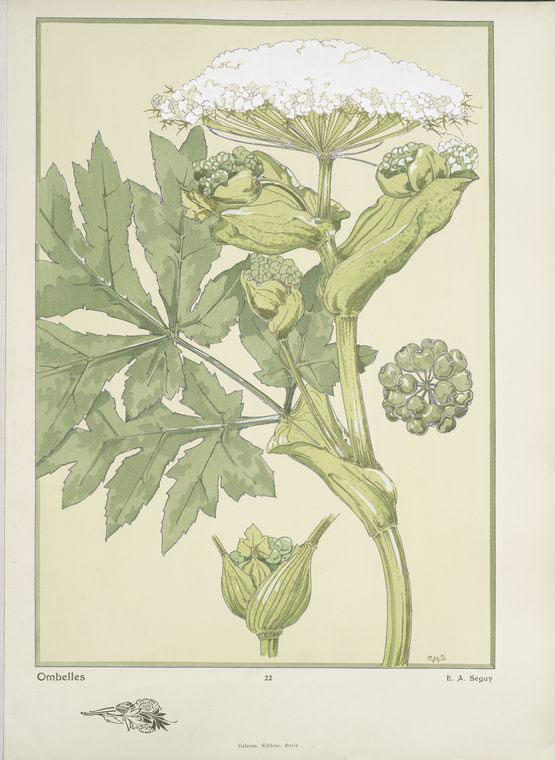
Planche de Les fleurs et leurs applications décoratives (1902)

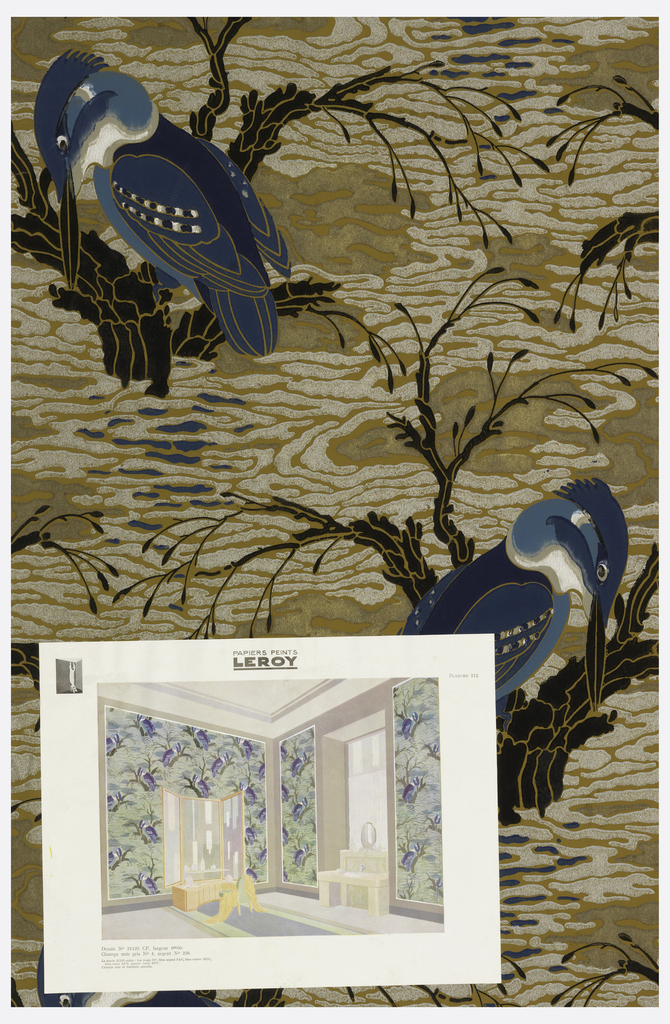
Exemple de papier peint à répétition conçu pour l'entreprise Isidore Leroy vers 1930

Émile-Allain Séguy est né le 14 octobre 1877 à Saint-Sulpice-Laurière en Haute-Vienne. Il est issu d'une famille implantée de longue date dans cette région ; son grand-père, un industriel local, y possédait une filature de laine. Il commence sa scolarité à Castel-Sarrazin pour la terminer au collège Rollin à Paris. Il entre ensuite à l’École des Arts décoratifs où il rencontre Jules Habert-Dys alors professeur. Pionnier de l'Art nouveau, ce dernier est fortement influencé par les arts japonais dont l'Ukiyo-e de l'Ère Edo. Par exemple, dans Études d’insectes, seize motifs, Fantaisies décoratives, datant de 1886-1887, ses illustrations mêlent la pureté des lignes japonaises du Kachō-ga et la précision scientifique européenne de la flore et de la faune, l'insecte étant toujours inclus dans son environnement.
En 1898, E.A. Séguy expose au Salon des artistes français ses premières œuvres en compagnie de son ami Édouard Bénédictus ; il s'agit alors d'objets en cuir gaufrés et de reliures d’art. Il obtient à l'Exposition universelle de 1900, en récompense de ses créations, deux médailles d’argent. En 1902, dès la fin de sa scolarité, il publie deux portfolios d'ornements floraux qui attirent l'attention. Parallèlement, il crée de nouvelles formes pour la céramique et l'orfèvrerie. De même, il dessine et fait fabriquer du mobilier en utilisant de la laque comme décoration, une innovation qui deviendra vite populaire. Vers 1910, il publie l'album Textiles, puis Primavera en 1913, teinté de Fauvisme, et Floréal en 1914. Ces ouvrages de motifs sont coloriés au pochoir dans le style Art nouveau,,. À cette époque, il partage, un temps, ses émotions artistiques avec le groupe des Apaches dont Maurice Ravel est le fer de lance. Il est par la suite choisi comme directeur de publication des Éditions Pierre-Lafitte et fonde en 1913 le service artistique des vitrines des magasins du Printemps, profession qu'il exerce jusqu'en 1924,,.  

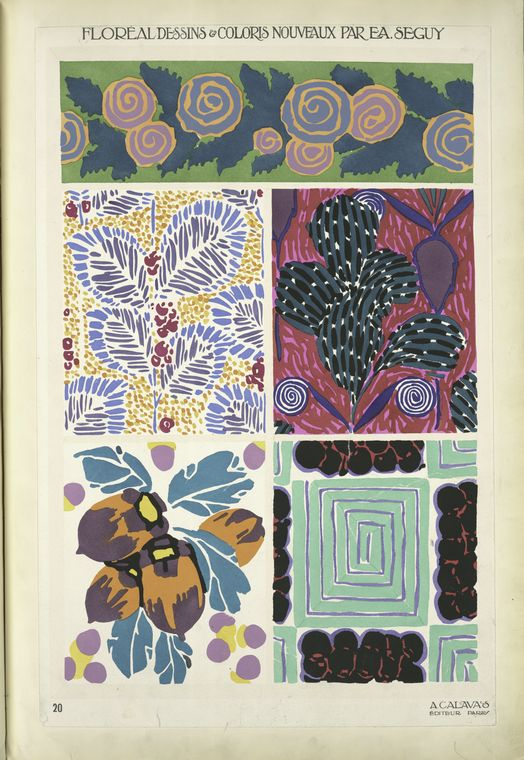
Planche 20 de Floréal (1914)

La guerre de 14-18 interrompt ses travaux ; il est mobilisé durant les quatre années de guerre au 44e régiment d'infanterie territoriale et suit la plupart des tranchées, en particulier celles de Verdun.
À la démobilisation, il retrouve son atelier de l'Île Saint-Louis et continue son exploration des dessins de motifs ornementaux qu'il destine aux industriels et créateurs de textiles, tapis et papiers peints. En effet, il souhaite mettre « à la disposition des créateurs, sous une forme pratique, un ensemble de matériaux capable d’enrichir, de renouveler leurs productions, et cela dans un sens nettement actuel. » Il contribue ainsi de manière déterminante à l'élaboration du style Art Déco dans la décoration plane. Il publie ainsi Samarkande (1920) aux motifs orientaux, Suggestions  pour  étoffes  et  tapis (1924)  et Bouquets et frondaisons (1925). Il est alors, avec son ami Edouard Benedictus, l'un des créateurs de motifs d'ornement les plus en vue de son époque. De nombreux industriels recherchent sa collaboration tels que les éditeurs de tissus lyonnais comme Bianchini-Ferrier et les fabricants de papiers peints comme Duchesne-Binet et en particulier Leroy. Ses multiples créations lui valent, lors de l'Exposition internationale des Arts décoratifs modernes de 1925, deux médailles d'or dans la section « livre », un diplôme d'honneur dans la section « papier peint » et le grand prix dans celle des « textiles »,,.

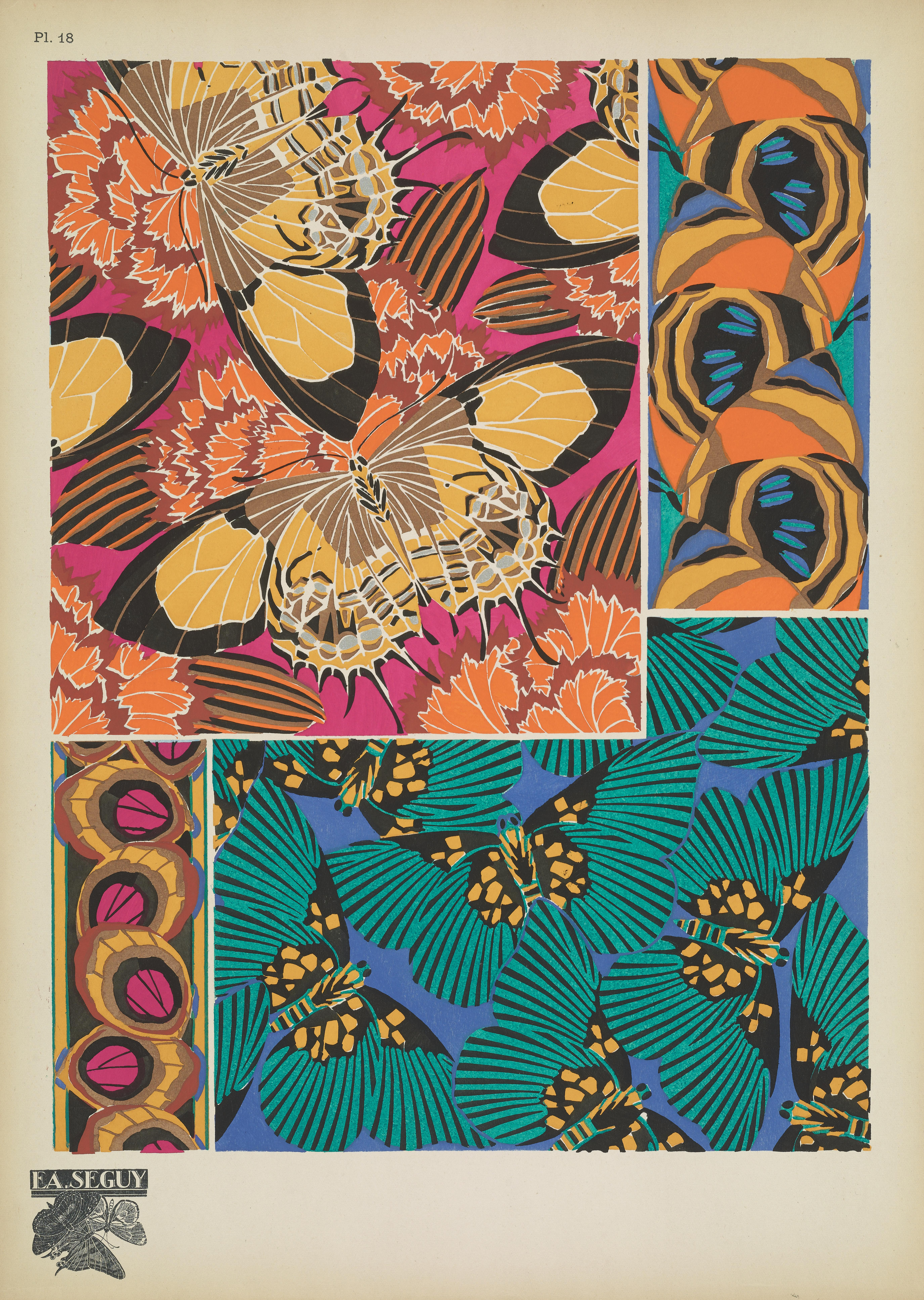
Planche 18 de Papillons (1928)

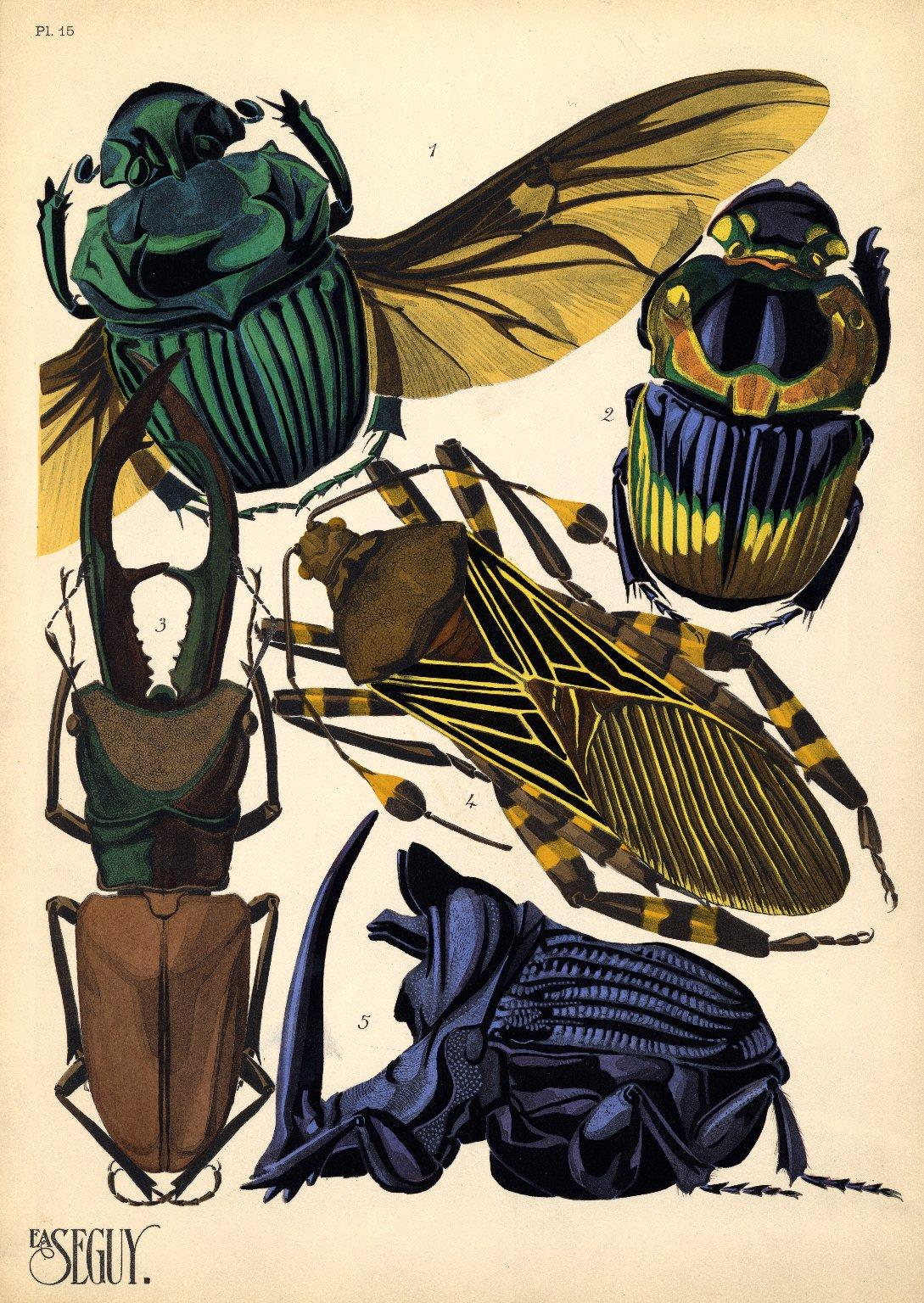
Planche 15 de Insectes (1929)

Émile-Allain Séguy créé, à son apogée, les illustrations d'insectes les plus mémorables de la période Art Déco et les publie en deux volumes: Papillons (1928) et Insectes (1929). Papillons exotiques, guêpes et fulgorides accompagnent les libellules, sauterelles, scarabées et cigales. Richement colorées, plus naturalistes qu'ornementales, ses planches sont le fruit de véritables connaissances entomologiques et d'une imagination graphique inépuisable,. Ce niveau de détails et de diversité est rarement observé dans l'art européen traditionnel. De ce fait, l'art de Séguy est parfois mis en rapport avec l'art japonais. Cependant, la mise en page très dense et l'absence totale de contexte écologique ne correspondent pas à l'art traditionnel japonais. Dans le Kachō-ga, les détails de l'insecte sont contrebalancés par des éléments plus simples alors que les œuvres de Séguy fourmillent d'une quantité de détails vertigineuse. 
Désirant transmettre son savoir-faire aux jeunes générations, il devient professeur de composition décorative à l'école Estienne. En 1931, il livre un travail encore plus personnel avec Prismes. Par la suite, le style Art déco étant moins prisé, il subsiste en se mettant au service du grainetier Vilmorin & Cie, pour lequel il illustre les catalogues et sachets de graines. Tombé dans l'oubli, il réalise un film, vraisemblablement perdu, dont l'objectif est de remettre au goût du jour les formes de la nature dans l'art de son époque.
Fatigué et écrasé par le poids de ses problèmes familiaux, E.A. Séguy ne produira plus d'œuvres notables après la seconde guerre mondiale. Il meurt en le 22 juin 1951 à son domicile parisien du 4e arrondissement. Il est inhumé trois jours plus tard au cimetière parisien de Thiais. Grâce aux dons de sa fille, Monique Gueben, la bibliothèque Forney, spécialisée dans les arts décoratifs et les arts graphiques, possède aujourd'hui de nombreux documents d’Emile-Allain Séguy. Selon le droit français, ses œuvres sont tombées dans le domaine public depuis le 1er janvier 2022.

## Liste de ses réalisations

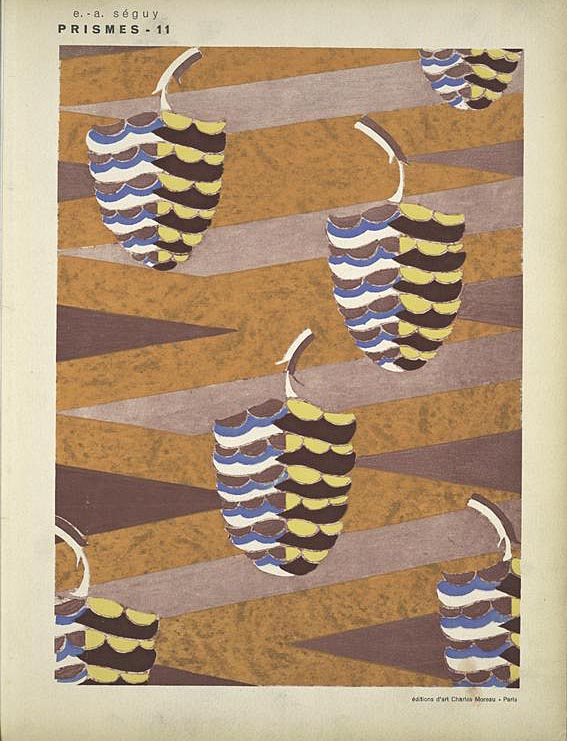
Planche 11 de Prismes (1933)

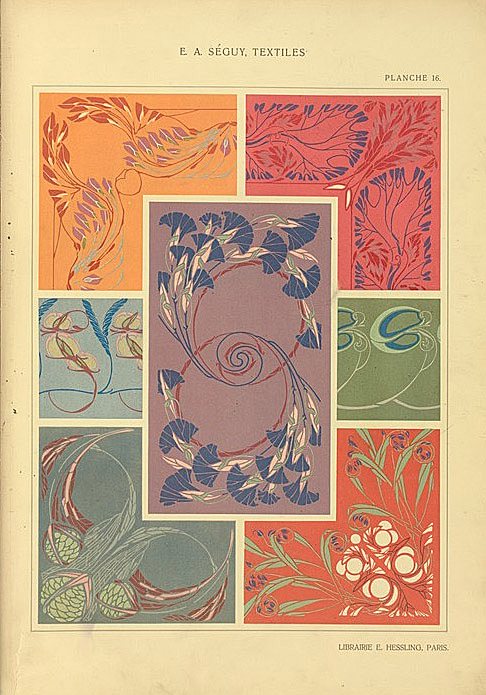
Planche 16 de Textiles (1910)

- Les fleurs et leurs applications décoratives, vol. 1, 30 planches coloriées au pochoir, Paris, Calavas éd., 1902
- Les fleurs et leurs applications décoratives, vol. 2, 30 planches coloriées au pochoir, Paris, Calavas éd., 1902
- Textiles, 20 pl. en bistre et en couleurs, Paris, Hessling éd., vers 1910  (Lire en ligne)
- Primavera, 1913
- Floréal : dessins & coloris nouveaux, 1914
- Sièges anciens et Petits meubles anciens, portfolios de 40 et 36 pl., Massin éd., 1915-20
- Samarkande, 20 compositions en couleurs dans le style oriental, Paris, Massin éd., 1920 (Lire en ligne)
- Petits meubles anciens (tables-guéridons-chiffonniers-travaileuses-tables à ouvrage-coiffeuses-servantes, etc.) recueillis et mis en ordre Paris : Ch. Massin & Cie, 1920
- Les laques du Coromandel, 50 planches dont 16 en couleurs, Libr. Centrale des beaux-arts, 1922
- Suggestions  pour  étoffes  et  tapis, 1924
- Bouquets et frondaisons, 1926
- Papillons, 20 planches en phototypie coloriées au patron donnant 81 papillons et 16 compositions décoratives, Tolmer, 1928 (Lire en ligne)
- Insectes, 20 planches coloriées au patron donnant 80 insectes et 16 compositions décoratives, Duchartre & Van Bug-genhoudt éd., 1929 (Lire en ligne)
- Prismes, 40 planches de dessins et coloris nouveaux, Ch. Moreau éd., 1933 (Lire en ligne)
- Le bord de la mer : ce qu'on y rencontre de plus joli, de plus curieux... ou de plus intéressant pour la cuisine, les plantes et animaux reproduits par la photographie du sujet vivant / planches en couleurs d'après les aquarelles originales de E.-A. Seguy. Pêches et recettes / par Maurice Cabs, Paris (13, rue Ernest-Cresson) : Éditions Duchartre, collection La Clef de la nature, 1936, 115 pages.
- Un ensemble de papiers peints et dessins pour papiers peints (Lire en ligne)
- Des illustrations de botanique pour le compte du grainetier Vilmorin & Cie